# Bhisho
Bhisho (până în 1994 Bisho) este un oraș în partea de sud-est a republicii Africa de Sud. Este reședința provinciei Eastern Cape. În trecut a fost capitala bantustanului Ciskei.